# Kennett Square
Kennett Square é um distrito localizado no estado norte-americano de Pensilvânia, no Condado de Chester.

## Demografia
Segundo o censo norte-americano de 2000, a sua população era de 5273 habitantes.
Em 2006, foi estimada uma população de 5292, um aumento de 19 (0.4%).

## Geografia
De acordo com o United States Census Bureau tem uma área de
2,9 km², dos quais 2,9 km² cobertos por terra e 0,0 km² cobertos por água. Kennett Square localiza-se a aproximadamente 112 m acima do nível do mar.

## Localidades na vizinhança
O diagrama seguinte representa as localidades num raio de 12 km ao redor de Kennett Square.